# فریدون شیرین‌کام
فریدون شیرین‌کام (زاده ۱۳۳۹ در آستانه اشرفیه) پژوهشگر ایرانی حوزه علوم سیاسی و اقتصادی است. او طی یک مجموعه تحقیقات به بررسی موقعیت تجار و صاحبان صنایع در ایران عصر پهلوی پرداخته که مورد توجه منتقدان قرار گرفته‌است.
شیرین‌کام دوره کارشناسی ارشد علوم سیاسی را در دانشگاه تربیت مدرس گذرانده و هم‌اکنون در پژوهشگاه علوم انسانی و مطالعات فرهنگی مشغول پژوهش است.